# لقنورة أسترالية
لقنورة أسترالية (الاسم العلمي:Lecanora australiensis) هي نوع من الفطريات تتبع جنس اللقنورة من الفصيلة اللقنورية.